# Isaac Lardin von Limbach

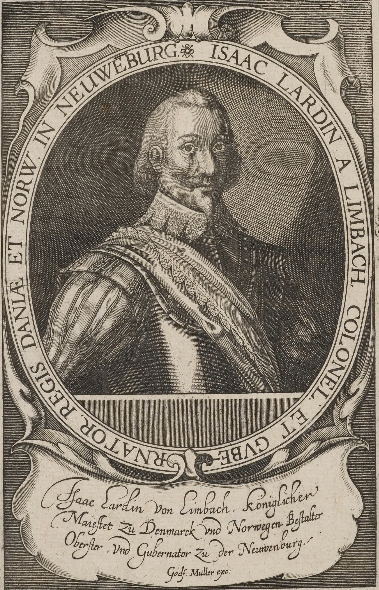
Isaac Lardin von Limbach, ca. 1626

Isaac Lardin von Limbach, auch Isaak von Limpach († 21. Oktober 1627 in Nienburg/Weser) war ein deutscher Obrist und Gubernator der Festungsstädte Deidesheim, Meppen und Nienburg, zunächst im mansfeldischen Heer in kurpfälzischen und niederländischen, und ab 1625 in dänischen Diensten, der im Dreißigjährigen Krieg stets auf der protestantischen Seite kämpfte.

## Leben

### Obristleutnant im Böhmisch-Pfälzischen Krieg 1621
Limbach erscheint um 1621 als Offizier im protestantischen Heer das Ernst von Mansfeld, wobei er noch einen Bruder namens Jakob hatte, der wohl 1624 im Dienst der Generalstaaten stand. Als Obristleutnant befehligte Limbach Ende 1621 im Regiment des Herzogs Franz Karl von Sachsen-Lauenburg acht Fähnlein Fußvolk im Kraichgau bei Heidelberg, mit denen er am 25. November Deidesheim einnahm. Er war Kommandant der mansfeldisch-pfälzischen Garnison dieser Stadt, die er bis zur Kapitulation vor den ligistischen Truppen am 10. Dezember 1621 besetzt hielt. Ab 19. März 1622 führte Limbach seine Einheit über das Haardtgebirge zur erfolglosen Belagerung der von Córdoba gehaltenen Stadt Kaiserslautern.

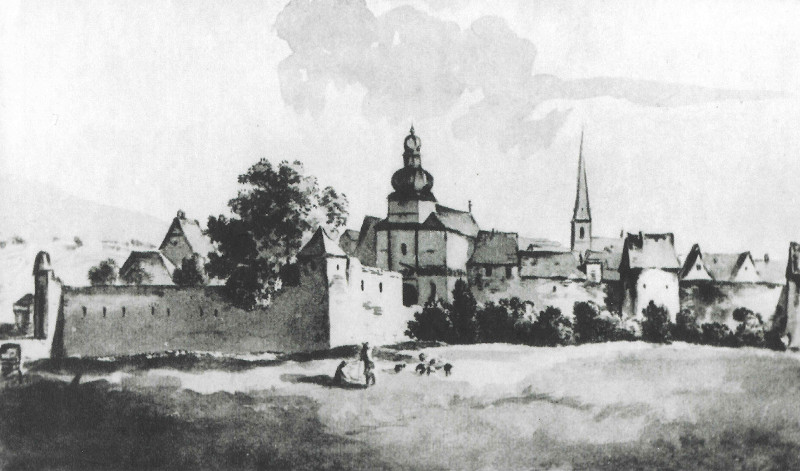
Deidesheimer Befestigungsanlage, 1783

Am 27. April 1622 führte Limbach das Regiment Mansfeld IV innerhalb der Hauptmasse des mansfeldisch-pfälzischen Heeres gegen Schwetzingen, während andere mansfeldische Truppen unter Verlusten die Verfolger, kroatische Arkebusier-Reiter vom Regiment Eynatten, bei Mingolsheim in Schach hielten.

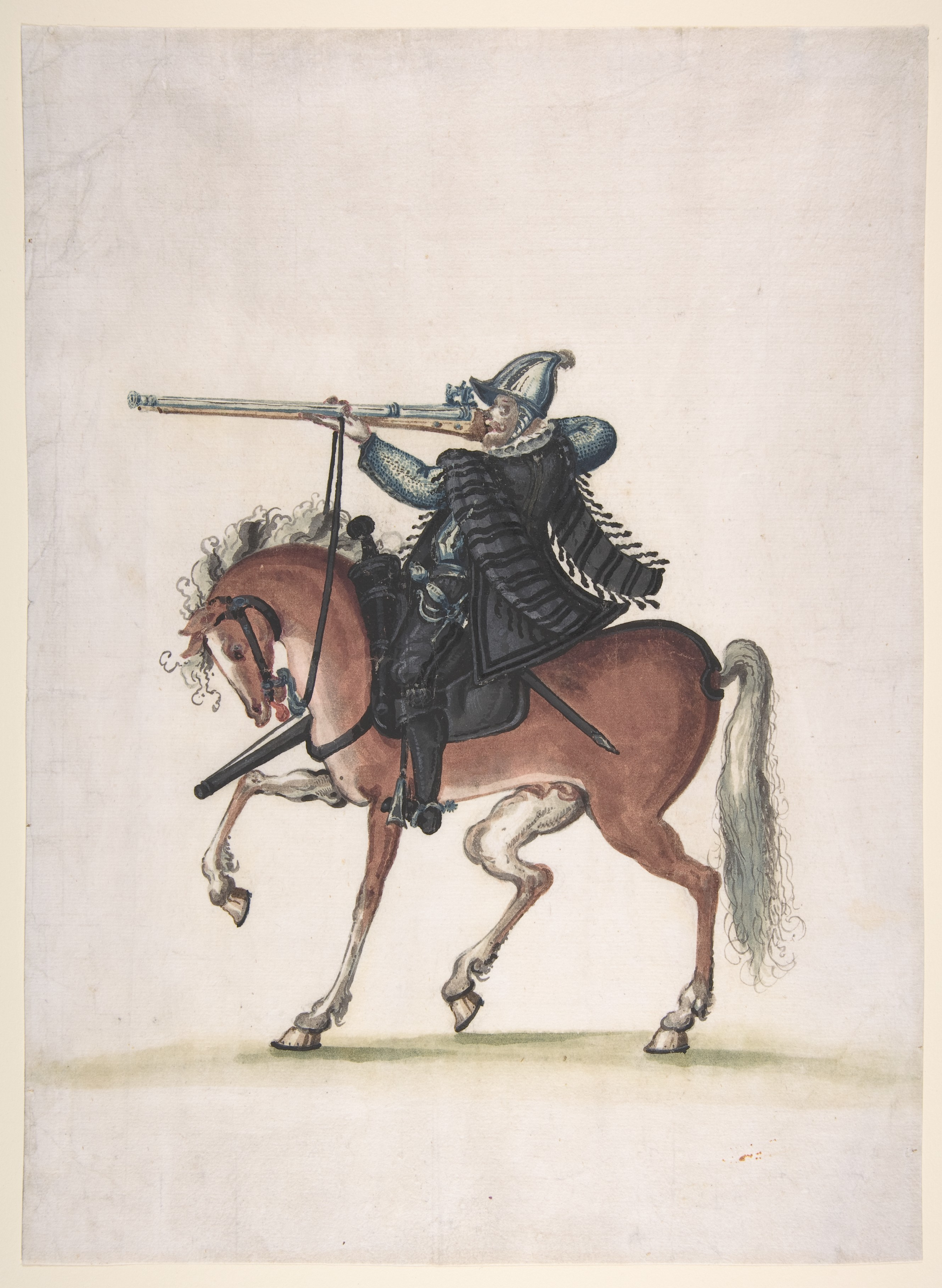
Arkebusier-Reiter

Schlachtordnung vor der Schlacht bei Fleurus

### Oberst in der Schlacht bei Fleurus 1622
Gegen Ende des (für die Protestanten ungünstig verlaufenden) pfälzischen Krieges, traten Ernst von Mansfeld und seine Offiziere in die Dienste der niederländischen Generalstaaten und versuchten das von Spinola belagerte Bergen-op-Zoom zu entsetzen. Auf dem Wege kam es am 29. August zur für die Protestanten verlustreichen Schlacht bei Fleurus, nach der Mansfelds Heer trotzdem den Durchbruch nach Holland vollziehen konnte. In der Schlacht führte Oberst Limbach das, unterhalb seiner Sollstärke antretende, Regiment zu Fuß Herzog von Sachsen innerhalb einer Brigade zusammen mit dem Regiment des Grafen Georg Ludwig von Löwenstein-Scharfeneck, dem Schweizer Regiment de la Roge/Rive und dem Regiment des Grafen Ortenburg im Zentrum der protestantischen Schlachtordnung, neben dem im rechten Flügel stehenden Regiment zu Fuß des Fürsten Christian von Braunschweig. Oberst Limbach überlebte die Schlacht und befand sich bald danach im Oktober bei der Entsetzung von Bergen-op-Zoom und im Gebiet des Emslandes.

### Kommandant von Meppen 1622
Am 8. November 1622 wurde Meppen in einem Überraschungsangriff erobert, und in den Tagen danach wurden umliegende Orte, wie Haselünne, das Amtshaus Nienhaus bei Aschendorf und Nenndorf, eingenommen und mit mansfeldischen Truppen belegt. Limbach wurde Statthalter und Kommandant der Festung von Meppen, während Mansfeld nicht lange dort verweilte, sondern mit der Hauptmasse seiner Truppen nach Ostfriesland marschierte und flächendeckende Raubzüge zu deren Versorgung unternahm.

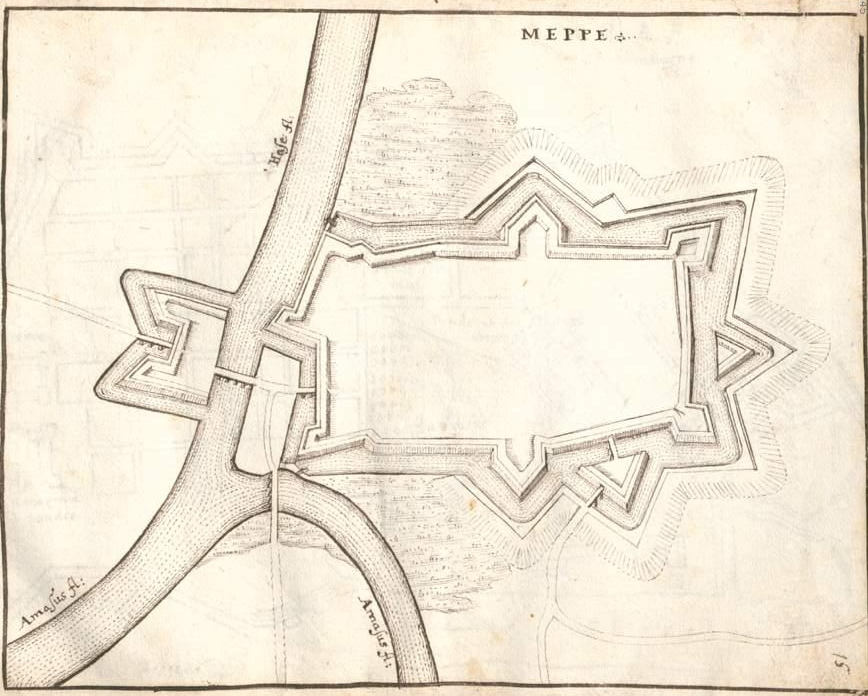
Festung Meppen im 16. Jahrhundert

Im Lauf des Winters gab es häufige Truppenbewegungen zwischen den mansfeldischen Stützpunkten, ohne dass es zu Kämpfen mit gegnerischen Truppen kam. Im Januar 1623 stieß der Obrist Dodo zu Innhausen und Knyphausen mit drei Geschützen, drei Kompanien zu Pferd und fünf Kompanien zu Fuß zu den Mansfeldern und quartierte sich kurzzeitig in Haselünne ein. Limbach konnte zudem unter den verarmten Emsländern neue Söldner rekrutieren, etwa fünf Kompanien neu geworbenes Kriegsvolk, das in Düthe bei Fresenburg einquartiert wurde. Insgesamt entsandte Limbach sechs Hauptleute, die Mitte Januar mit je 150 neuen Söldnern zurückkehrten.
Inzwischen hatte auf Geheiß des Kaisers vom 5. Februar 1623 jedoch Graf Anholt, Stellvertreter des Heerführers Tilly, damit fortgefahren, Mansfelds Truppen aus dem Niederstift Münster zu vertreiben. Anholt rückte mit 20000 Mann ins Münsterland Richtung Meppen vor und konnte im Februar 1623 die Stadt Haselünne (deren neuer ligistischer Kommandant, Oberst de Fours, genauso plündernd in der Gegend hauste, wie zuvor Limbach) sowie die Kreyenborg kampflos besetzen. Daraufhin ließ Mansfeld seine Truppen sammeln (Limbach zog mit seiner Reiterei im Februar und erneut im März zeitweilig aus Meppen ab, wobei vier Kompanien zu Fuß als Besatzung zurückblieben), diverse Stellungen durch die Zivilbevölkerung ausbauen und die Festung Meppen weiter verstärken, wofür 15 Geschütze von Ostfriesland aus auf der Ems dorthin verschifft wurden. Auch Limbach selbst befahl durch seinen Oberstleutnant Bellesheim zahlreiche Übergriffe auf die Landbevölkerung und zwang sie zu Schanzarbeiten in der Umgegend von Meppen, die er nebenbei von seiner Soldateska ausplündern ließ.
Nach der Schlacht bei Stadtlohn verschlechterte sich die Lage der Protestanten zusehends. Die nahegelegene Stadt Quakenbrück wurde von Graf Anholts Truppen erobert, weshalb ein Ausbau der Festung Meppen ins Auge gefasst wurde. Limbach war am 13. Juni 1623 nach Meppen zurückgekehrt, um mit vermehrtem Eifer Kontributionen für den Festungsbau einzutreiben. Bei Verhandlungen mit dem Meppener Stadtrat im Juli wurde aber offensichtlich, dass Limbach vor allem seine eigene Kriegskasse aufbessern wollte. Limbach drohte, Geiseln zu nehmen und die Stadt zu brandschatzen. Zur Untermauerung setzte er seine bei Haselünne einquartierten Truppen in Bewegung. Da jedoch inzwischen die Masse der anholtischen Armee auftragsgemäß gegen Ernst von Mansfeld anrückte, zog Mansfeld seine Truppen aus dem Emsland in ostfriesische Stellungen zurück. Schließlich musste auch Limbach, unter Mitnahme eines üblen Leumunds, der bisherigen Beute und etlicher Geiseln für weitere Geldforderungen, Meppen am Morgen des 13. August 1623 endgültig verlassen. Neun Tage später rückte Tillys Armee in die Festung Meppen ein.

### Gefangennahme in Ostfriesland 1623
Mansfelds Heer geriet im ausgeplünderten Ostfriesland angesichts des nahenden Winters zunehmend in Not und verlor Moral und Mannschaften. Die von Süden vordringenden Truppen Tillys erhöhten den Druck noch. So hatte der Oberst Johann Wilhelm Blankart von Ahrweiler, am 1. Dezember 1623 zusammen mit einer dem Obersten Matthias von Bock unterstellten Kompanie von etwa 200 Salzburgischen Reitern des Rittmeisters Waldecker die Gegend um Wildeshausen besetzt.
Limbach rückte daraufhin am 18. Dezember 1623 mit vier Regimentern (Rot-Mansfeld, Goldstein, Limbach und Lawich) gegen Cloppenburg und Friesoythe, aber es gelang ihm in drei Sturmangriffen nicht, die beiden von Blankart verteidigten Orte einzunehmen. Limbach musste ins nahe Altenoythe zurückweichen und auf Verstärkung warten, während der Gegner selbst frische Truppen heranführte. Limbach stand nun der von Cloppenburg her angerückte kaiserliche Oberst Erwitte mit seinem Reiterregiment gegenüber, wobei Erwitte zudem über Waldeckers Reiterregiment sowie heranbefohlene Teile der Regimenter Anholt und Blankart verfügte. Am Weihnachtstag kam es zur Altenoyther Weihnachtsschlacht, bei der die umzingelten mansfeldischen Truppen in einem kurzen Geplänkel geschlagen wurden. Nach Verlusten von etwa 150 Gefallenen, 100 Gefangenen und 100 Deserteuren, die in den Morast flohen, verschanzten sich Limbachs restliche Männer, nach Abbrennen des Dorfes, bis zum 26. Dezember in einem mit hohen Mauern befestigten Kirchhof und ergaben sich erst nach dem Erscheinen weiterer Truppen (1000 Mann, die im Schutz von Mistwägen vorrückten) und eines Geschützes der Kaiserlichen. Oberst Erwitte erbeutete 15 protestantische Regimentsfahnen, alles Gepäck und 800 Mann an Gefangenen. Die vornehmsten 36 Offiziere, darunter Limbach und Bellesheim, wurden nach Warendorf im Münsterland gebracht. Limbach konnte von dort kurze Zeit später entfliehen, wurde aber erneut eingefangen.
Die derart zertrennten Kontingente von Mansfelds in Auflösung befindlichen Truppen in Norddeutschland wurden noch weiter dezimiert, er selbst aber, geschützt durch Verträge und den Einfluss der Niederlande in Ostfriesland, verschont. Nach einer Abfindungssumme durfte Mansfeld unversehrt abziehen, und zum Beginn des Jahres 1624 war das Oldenburger Münsterland, bis auf die noch unter holländischer Kontrolle stehenden Emshäfen, ganz in der Hand der Kaiserlichen. Limbach sollte nun hingerichtet werden, aber die niederländischen Generalstaaten und sein Bruder Jakob setzten sich beim Bistum Münster für ihn ein, bis er, wohl im Juni 1625, gegen Lösegeld freigelassen wurde.

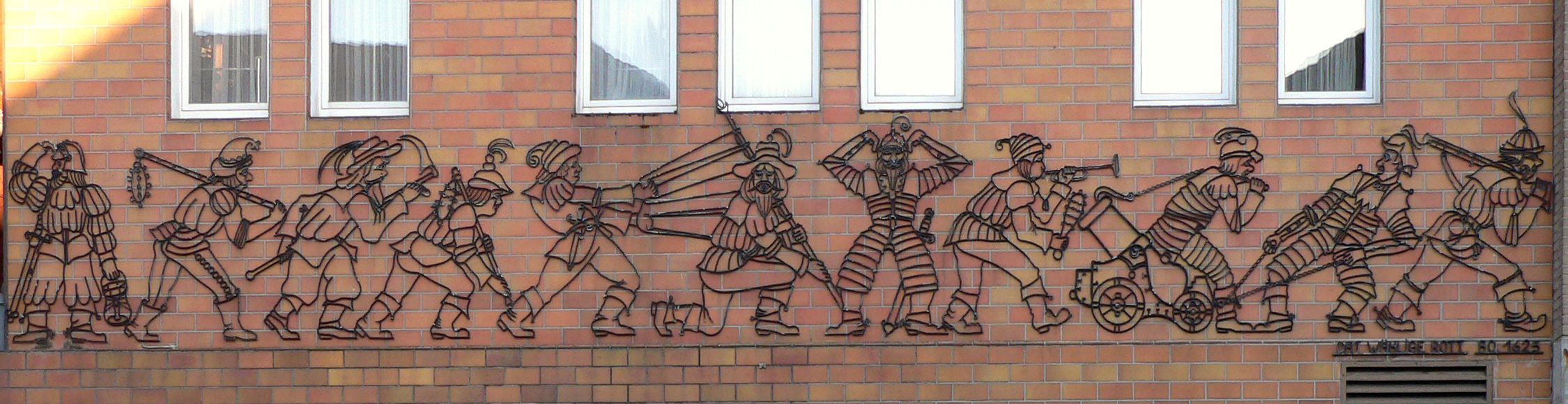
Ausfall des wähligen Rott 1625, Gebäudeschmuck in Nienburg

### Dänischer Gubernator von Nienburg 1625
Verteidigung Nienburgs gegen Tillys Armee
Wohl im Sommer 1625 wurde Limbach als Oberst eines dänischen Regiments von ungefähr dreitausend Mann eingestellt und ab August zum Kommandant und Gubernator der Festung Nienburg.bestallt, die er im Herbst des Jahres, unterstützt von der Bürgerschaft und mit einer durch Werbungen verstärkten Streitmacht von insgesamt etwa 7000 Mann, erfolgreich gegen Angriffe der vielfach stärkeren ligistischen Armee unter Tilly verteidigen konnte. Bei einem nächtlichen Ausfall gelang es einer verwegenen Gruppe seiner Nienburger Landsknechte sogar, eine Fahne aus dem Feldlager Tillys zu stehlen. Diese Gruppe nannte sich „Dat Wählige Rott“ und ist noch heute als Traditionsverband beim Nienburger Scheibenschießen lebendig.

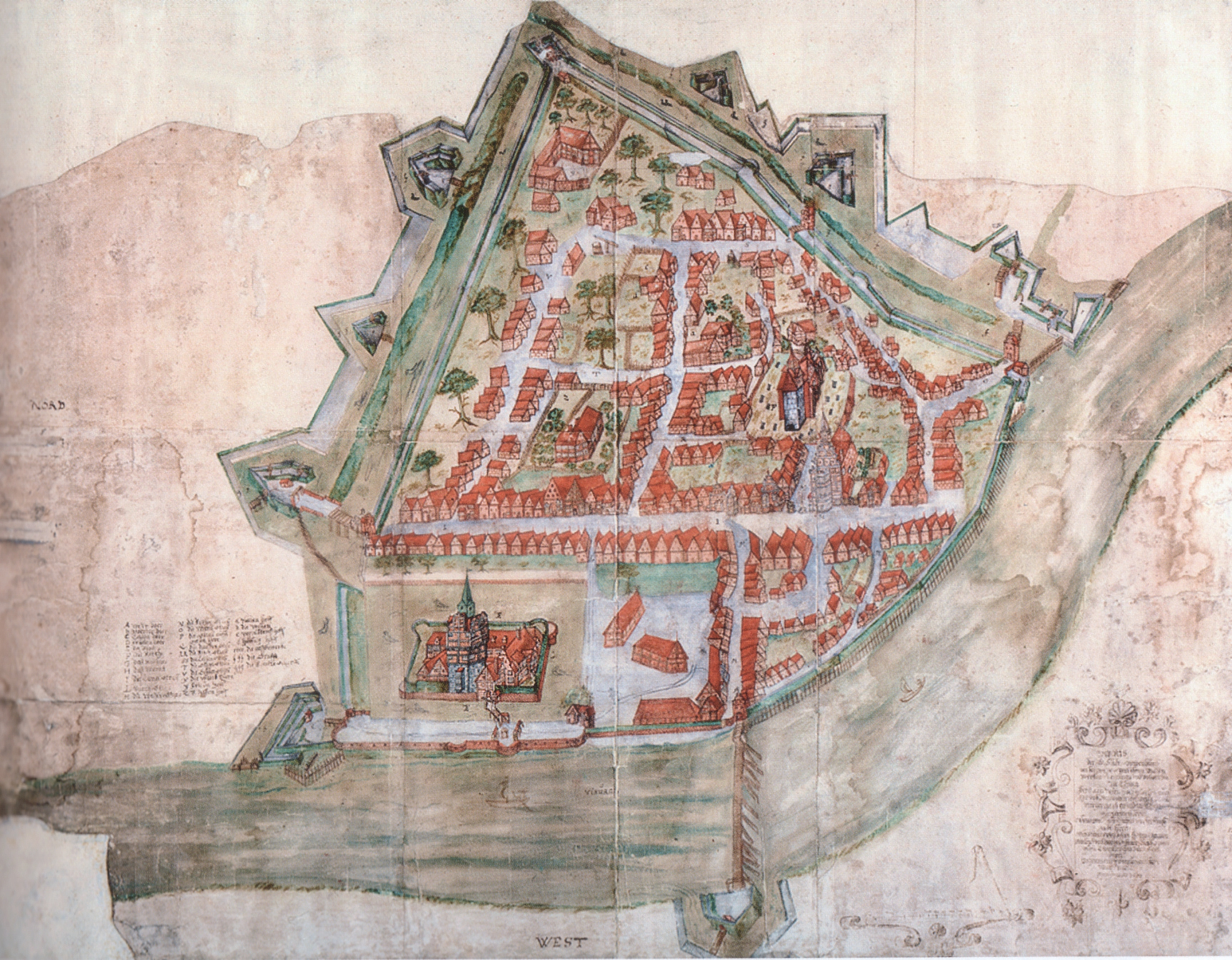
Festung Nienburg 1634, mit Schloss am unteren Bildrand

Tillys Belagerungskräfte umfassten 30000 Mann zu Fuß, viele schwere Kanonen und über 9000 Mann zu Pferd. Eine halbe Meile oberhalb von Nienburg ließ Tilly beim Dorf Leeseringen eine Schiffsbrücke über die Weser erbauen und auf beiden Seiten mit Reduten befestigen. Als etliche kaiserliche Regimenter über die Brücke zum Angriff vorzugehen versuchten, wurde dies durch eine Entlastungsattacke seitens dänischer Kavallerie unter Generalleutnant Obentraut vereitelt, die Tillys Armee vom Fluss vertrieb. Die Brücke wurde bis auf das Wasser abgebrannt, wodurch der Weg für den Nachschub per Schiff für Limbachs Garnison in Nienburg offengehalten wurde.
Von 23. August bis 24. September versuchten Tillys Truppen abermals, Nienburg durch Abgraben des Trinkwassers, Ausschalten von Mühlen, stetigen Beschuss mit Brandmunition, Einschießen von Breschen und Sturmangriffen zu erobern. Limbach antwortete mit Ausfällen und unaufhörlicher Gegenwehr, wobei seine Garnisonstruppen mit Musketen und Kanonen über 500 Tonnen Pulver verschossen. General Tilly brach am besagten 24. September 1625 die ergebnislose Belagerung in aller Stille ab, nachdem er einige 1000 Mann an Verlusten hatte hinnehmen müssen.
Beutezüge ins Umland
Die dänische Niederlage bei Lutter im August 1626 markierte bereits das allmähliche Ende des Niedersächsisch-Dänischen Kriegs, als Limbach im November 1626 kurzfristig die Stadt Rehburg eroberte, Gefangene als Arbeitskräfte verschleppte und angeblich den Rest der Bevölkerung gnadenlos liquidieren ließ. Am 21. November 1626 erreichten Tillys Truppen unter dem Befehl des Herzogs Georg von Lüneburg (1626 bis 1630 in kaiserlichen Diensten) erneut die Weser, wurden aber bei ihrem Belagerungsversuch vor Nienburg von aus Stade herbeigerufenen 6000 Dänen unter dem Kommando des Prinzen von Dänemark abermals vertrieben.
Auch im Frühjahr 1627 konnten alle kaiserlichen Versuche zur Eroberung Nienburgs abgewehrt werden, und Limbach unternahm wegen der unterbrochenen Nachschubwege, und ermutigt ob des zeitweise nur schwachen Belagerungsrings um Nienburg, fast täglich bewaffnete Raubzüge ins Umland, um Proviant, Arbeitskräfte und Kontributionen zu erbeuten. Im Februar 1627 führte er mit 1000 Mann seines Regiments Überfalle auf Bücken und Ahlden (systematische Plünderung, Gefangene als Arbeiter für Festungswerke Nienburg), im April auf Petershagen, am 27. Mai mit 500 Mann auf den Flecken Hoya und in den folgenden Tagen weitere Plünderungen und Viehraub im Amt Hoya. Verfolgende kaiserliche Truppen wurden dabei in einen Hinterhalt gelockt und geschlagen.
Überfall auf Lübbecke

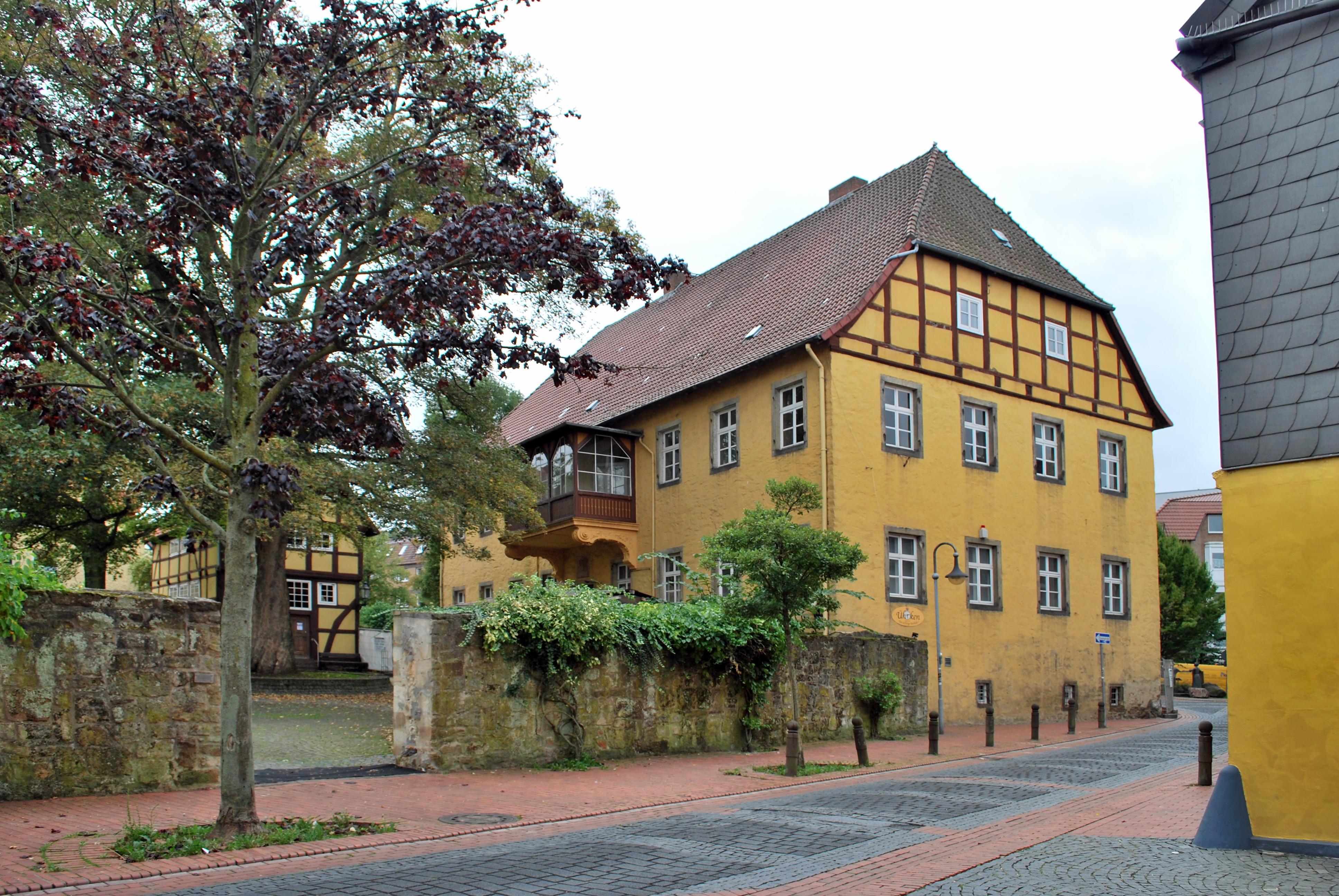
Burgmannshof Lübbecke

Am Dienstag nach Pfingsten 1627 drangsalierte Limbachs Regiment die Stadt Lübbecke. Limbach und seine Offiziere ließen sich zunächst auf dem Tribbenhof am Marktplatz von Reineke Amelung von Schloen gen. Tribbe, Domherr zu Minden und Herr auf Figenburg unterm Limberg (Grafschaft Ravensberg), üppig bewirten, bevor sie im Burgmannshof des Bürgermeisters Benedict Korff einfielen. Hier forderte Limbach ein pünktlich zu bezahlendes Schutzgeld von 8000 Talern, und man einigte sich darauf, Geiseln dafür zu stellen, nämlich Johann von Grapendorff aus dem Stand der Adeligen sowie die Kämmerer Heinrich Alemann und Benedict Schmidt aus dem Bürgertum. Am 13. Juli 1627 konnten die Lübbecker Unterhändler Wilhelm Steding zu Holzhausen am Limberg und Albert Pladiese zu Huntemühlen bei Verhandlungen mit Limbach in Nienburg eine Minderung des Lösegelds auf 6000 Reichstaler erreichen. Da aber die geplünderte Stadtkasse trotzdem nicht für alle Lösegelder aufkommen konnte, musste sich die Familie Grapendorff hoch verschulden, was schließlich nach fünf Generationen lang währenden Prozessen gegen die Stadt und später den Staat Preußen bis zum Reichskammergericht im Jahre 1786 zum Konkurs über das Vermögen der Grapendorffs führte (wobei dergestalt gerade ein Ernst Ludwig von Korff zu Obernfelde am 18. Januar 1787 das Gut Grapenstein vor Lübbecke und am 7. Februar das Grapendorffsche Hofgut in Lübbecke ersteigerte).

### Kapitulation und Tod an der Pest 1627
Im Sommer 1627 wurden die dänischen Besatzungen durch verheerenden Beschuss aus Stolzenau und bald auch aus Wölpe vertrieben und auch das übrige Hinterland geriet allmählich in die Hand der Kaiserlichen, die nun erneut die Belagerung der von Oberst Limbach zäh verteidigten Festung Nienburg begannen.
Im September 1627 erkrankte Limbach an der Pest und nahm, nach Rücksprache per Boten mit dem dänischen Hauptquartier in Stade, Vergleichsverhandlungen mit Tillys Oberst Erwitte über einen möglichen Abzug auf. Erwitte zögerte, im Wissen um die Erkrankung Limbachs, den Befehl zum Sturmangriff hinaus, wobei er aber dem erkrankten Gegner in ritterlicher Weise sogar persönliche Zusendungen von Wein und anderem Labsal zukommen ließ. Limbachs Soldaten waren zwar noch gut versorgt und zur Verteidigung hinreichend gerüstet, jedoch waren weder Nachschub noch Entsatz zu erwarten, da die Dänen inzwischen mehr und mehr von der Weser abgedrängt worden waren.
Als sich der Belagerungsring um Nienburg immer enger schloss und Ausfälle zur Proviantbeschaffung unmöglich wurden, kapitulierte Limbach und erlag bald danach am 21. Oktober in der bereits übergebenen Festungsstadt der Pest. Die Reste von Limbachs Truppen durften nach Vermittlung des Herzogs Georg am 16. November 1627 unter Eskortierung nach Glückstadt aus der Festung Nienburg abmarschieren, die bis zum 20. Juni 1635 unter dem Kommando des kaiserlichen Obristen Blarers bleiben sollte.
Nachdem Limbach von seinen Soldaten zunächst feierlich an der Kirche beigesetzt worden war, verfügte der kaiserliche Feldmarschall Graf Anholt, als er in Nienburg Einzug hielt, den Leichnam des Obristen Limbach aus seiner Grabstätte zu nehmen, und auf freiem Feld zu verscharren.